# Stenoptilia admiranda
Stenoptilia admiranda är en fjärilsart som beskrevs av Kôji Yano 1963. Stenoptilia admiranda ingår i släktet Stenoptilia och familjen fjädermott (Pterophoridae). Inga underarter finns listade i Catalogue of Life.
Artens utbredning är begränsad till Japan.